# Jens
Pour les articles homonymes, voir Jens (homonymie).
Jens est une commune suisse du canton de Berne, située dans l'arrondissement administratif du Seeland.

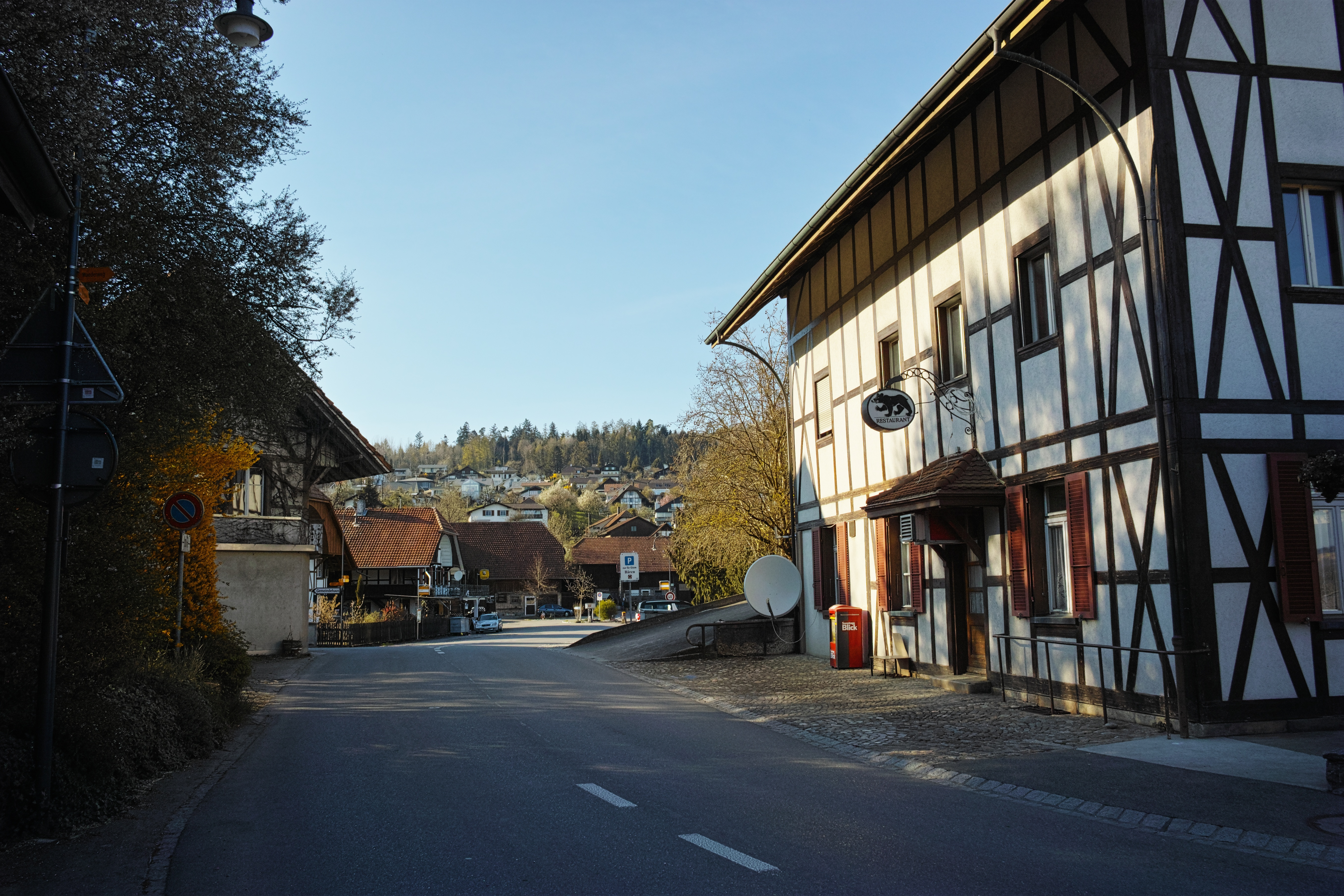
Une rue du village

## Traces celtes
Sur le Jensberg, s'élevant entre celle-ci et Port, à sa pointe est, sur le territoire de Studen, des fouilles au lieu-dit Petinesca ont mis au jour des vestiges d'un oppidum.

## Personnalité
- Neel Jani, pilote automobile en Formule 1